# DJ Fresh-diszkográfia

## Albumok

### Stúdió albumok
| Escape from Planet Monday                                                      | - Released: 22 May 2006 - Label: Breakbeat Kaos (BBK003) - Format: 12" LP, CD, digital download    | —   | —  | —  | —  |
| Kryptonite                                                                     | - Released: 16 August 2010 - Label: Breakbeat Kaos (BBK006) - Format: 12" LP, CD, digital download | 117 | —  | —  | —  |
| Nextlevelism                                                                   | - Released: 1 October 2012 - Label: Ministry of Sound - Format: CD, digital download               | 14  | 96 | 92 | 24 |
| "—" denotes a title that did not chart, or was not released in that territory. | |     |    |    |    |

### Stúdió mixek / mix-albumok
| Title                                    | Details                                                                                           |
| ---------------------------------------- | ------------------------------------------------------------------------------------------------- |
| Breakbeat Kaos                           | - Released: 18 August 2003 - Label: Ministry of Sound (MOSCD 74) - Format: 12" LP, CD             |
| Jungle Sound: The Bassline Strikes Back! | - Released: 4 October 2004 - Label: Breakbeat Kaos (BBK #001CD) - Formats: 12" LP, CD             |
| Bass Invaderz                            | - Released: February 2005 - Label: Human Imprint Recordings (HUMA8014-2) - Formats: 12" LP, CD    |
| Jungle Sound: Gold                       | - Released: 13 November 2006 - Label: Breakbeat Kaos (BBK #001CD) - Formats: CD, digital download |

### Középlemezek
| Title           | Details                                                                    |
| --------------- | -------------------------------------------------------------------------- |
| Cactus Funk '02 | - Released: 2005 - Formats: Digital download                               |
| Future Jungle   | - Released: 14 March 2011 - Label: RAM Records - Formats: Digital download |

## Egyedileg megjelent zeneszámok

### Saját zeneszámok
| Title                                                                          | Year | Peak chart positions | Peak chart positions | Peak chart positions | Peak chart positions | Peak chart positions | Peak chart positions | Peak chart positions | Peak chart positions | Peak chart positions | Certifications  | Album                                   |
| Title                                                                          | Year | UK                   | AUS                  | AUT                  | BEL (FL)             | GER                  | IRE                  | NL                   | SWI                  | SCO                  | Certifications  | Album                                   |
| ------------------------------------------------------------------------------ | ---- | -------------------- | -------------------- | -------------------- | -------------------- | -------------------- | -------------------- | -------------------- | -------------------- | -------------------- | --------------- | --------------------------------------- |
| "Submarines"                                                                   | 2004 | 73                   | —                    | —                    | —                    | —                    | —                    | —                    | —                    | —                    |                 | Escape from Planet Monday               |
| "When the Sun Goes Down" (featuring Adam F)                                    | 2004 | 68                   | —                    | —                    | —                    | —                    | —                    | —                    | —                    | —                    |                 | Jungle Sound:The Bassline Strikes Back! |
| "All That Jazz" (featuring MC Darrison)                                        | 2005 | —                    | —                    | —                    | —                    | —                    | —                    | —                    | —                    | —                    |                 | Escape from Planet Monday               |
| "X Project"                                                                    | 2005 | —                    | —                    | —                    | —                    | —                    | —                    | —                    | —                    | —                    |                 | Escape from Planet Monday               |
| "Funk Academy"                                                                 | 2005 | —                    | —                    | —                    | —                    | —                    | —                    | —                    | —                    | —                    |                 | Escape from Planet Monday               |
| "The Immortal"                                                                 | 2006 | —                    | —                    | —                    | —                    | —                    | —                    | —                    | —                    | —                    |                 | Escape from Planet Monday               |
| "Nervous" (featuring Mary Byker)                                               | 2006 | —                    | —                    | —                    | —                    | —                    | —                    | —                    | —                    | —                    |                 | Escape from Planet Monday               |
| "Hypercaine" (featuring Stamina MC and Koko)                                   | 2009 | —                    | —                    | —                    | —                    | —                    | —                    | —                    | —                    | —                    |                 | Kryptonite                              |
| "Gold Dust" (featuring Ce'Cile)                                                | 2010 | 24                   | —                    | —                    | 24                   | —                    | —                    | —                    | —                    | 32                   | - BPI: Platinum | Kryptonite                              |
| "Lassitude" (with Sigma featuring Koko)                                        | 2010 | 98                   | —                    | —                    | —                    | —                    | —                    | —                    | —                    | —                    |                 | Kryptonite                              |
| "Louder" (featuring Sian Evans)                                                | 2011 | 1                    | 82                   | —                    | 5                    | —                    | 4                    | —                    | —                    | 1                    | - BPI: Platinum | Nextlevelism                            |
| "Hot Right Now" (featuring Rita Ora)                                           | 2012 | 1                    | 46                   | 24                   | 11                   | 28                   | 17                   | 22                   | 39                   | 2                    | - BPI: Platinum | Nextlevelism                            |
| "Gold Dust" (Nextlevelism re-release) (featuring Ms. Dynamite)                 | 2012 | 22                   | —                    | —                    | 24                   | —                    | 39                   | —                    | —                    | 32                   | - BPI: Platinum | Nextlevelism                            |
| "The Power" (featuring Dizzee Rascal)                                          | 2012 | 6                    | —                    | —                    | —                    | —                    | 25                   | —                    | —                    | 5                    |                 | Nextlevelism                            |
| "The Feeling" (featuring RaVaughn)                                             | 2012 | 13                   | —                    | —                    | 28                   | —                    | 64                   | —                    | —                    | 16                   |                 | Nextlevelism                            |
| "Earthquake" (with Diplo featuring Dominique Young Unique)                     | 2013 | 4                    | —                    | —                    | 21                   | —                    | 42                   | —                    | —                    | 6                    | - BPI: Silver   | Non-album singles                       |
| "Dibby Dibby Sound" (with Jay Fay featuring Ms. Dynamite)                      | 2014 | 3                    | —                    | —                    | 23                   | —                    | 36                   | —                    | —                    | 3                    | - BPI: Silver   | Non-album singles                       |
| "Make U Bounce" (with TC featuring Little Nikki)                               | 2014 | 10                   | —                    | —                    | 25                   | —                    | —                    | —                    | —                    | 7                    |                 | Non-album singles                       |
| "Flashlight" (featuring Ellie Goulding)                                        | 2014 | 47                   | —                    | —                    | 71                   | —                    | —                    | —                    | —                    | 36                   |                 | Halcyon Days                            |
| "Gravity" (featuring Ella Eyre)                                                | 2015 | 4                    | —                    | —                    | 16                   | —                    | 67                   | 86                   | —                    | 5                    | - BPI: Gold     | Feline                                  |
| "Believer" (with Adam F)                                                       | 2015 | 58                   | —                    | —                    | 72                   | —                    | —                    | —                    | —                    | 38                   |                 | Non-album singles                       |
| "How Love Begins" (with High Contrast featuring Dizzee Rascal)                 | 2016 | 53                   | —                    | —                    | —                    | —                    | —                    | —                    | —                    | 26                   |                 | Non-album singles                       |
| "Bang Bang" (vs Diplo featuring R. City, Selah Sue and Craig David)            | 2016 | —                    | —                    | —                    | 35                   | —                    | —                    | —                    | —                    | —                    |                 | Non-album singles                       |
| "Never Wanna Stop / Civilization" (with Macky Gee and DJ Phantasy)             | 2018 | —                    | —                    | —                    | —                    | —                    | —                    | —                    | —                    | —                    |                 | Non-album singles                       |
| "—" denotes a title that did not chart, or was not released in that territory. |      |                      |                      |                      |                      |                      |                      |                      |                      |                      |                 |                                         |

### Közreműködőként megjelent zeneszámok
| Title                                                          | Year | Peak chart positions | Album            |
| Title                                                          | Year | UK                   | Album            |
| -------------------------------------------------------------- | ---- | -------------------- | ---------------- |
| "Tarantula" (Pendulum featuring DJ Fresh, $pyda and Tenor Fly) | 2005 | 60                   | Hold Your Colour |
| "Say You Do" (Sigala featuring Imani and DJ Fresh)             | 2016 | 5                    | Brighter Days    |

### Promocionális kiadások
| Title | Year | Album             |
| --- | ---- | ----------------- |
| "Morning Glory" / "Thunder and Rain"                                                                     | 1998 | Non-album singles |
| "Dead Man Walking" / "Formula One"                                                                       | 2003 | Non-album singles |
| "Signal" / "Big Love"                                                                                    | 2003 | Non-album singles |
| "Colossus" / "Hooded"                                                                                    | 2004 | Non-album singles |
| "Twister" / "Capture the Flag"                                                                           | 2004 | Non-album singles |
| "Supernature" (Baron vs. Fresh)                                                                          | 2005 | Non-album singles |
| "Exhale"                                                                                                 | 2006 | Non-album singles |
| "Balloons (Thinking in Reverse)"                                                                         | 2006 | Non-album singles |
| "Steam (Rock Out)" (DJ Fresh vs. DJ Deekline and Wizard) / "Scream"                                      | 2007 | Non-album singles |
| "Clap" / "Exhale" (Inhale Remix)                                                                         | 2008 | Non-album singles |
| "All That Jazz" (Mosquito Remix) / "Windrush" (Heist Remix) (DJ Fresh featuring MC Darrison / Roni Size) | 2009 | Non-album singles |
| "Blow" (with Ivory vs Deekline and Wizard)                                                               | 2009 | Non-album singles |
| "Off World" / "Direct Order" (DJ Fresh / The Funktion)                                                   | 2009 | Non-album singles |
| "Heavyweight" / "Fantasia"                                                                               | 2009 | Kryptonite        |
| "Talkbox" / "Acid Rain"                                                                                  | 2009 | Kryptonite        |
| "Elevator" (with Erik Arbores)                                                                           | 2016 | N/A               |

## Remixek
| Title                | Year | Original Artist                 | Album                                          |
| -------------------- | ---- | ------------------------------- | ---------------------------------------------- |
| "Here Comes Trouble" | 2003 | Dillinja                        | Here Comes Trouble - A Decade of Drum and Bass |
| "Twist 'Em Out"      | 2003 | Dillinja                        | Twist 'Em Out / Kids Stuff                     |
| "Mo' Fire"           | 2003 | Andy C                          | Nightlife                                      |
| "Cuban Links"        | 2004 | DJ Clipz                        | Cuban Links (Fresh Remix) / Tripods            |
| "Thugged Out Bitch"  | 2004 | Dillinja                        | Spectrum (with Lemon D)                        |
| "Enuff"              | 2007 | DJ Shadow                       | Enuff / This Time                              |
| "I Want You"         | 2010 | Paul Harris vs. Eurythmics      | I Want You (White label release)               |
| "Cross My Heart"     | 2010 | Skepta featuring Preeya Kalidas | Cross My Heart                                 |
| "Together"           | 2011 | Hervé                           | Together                                       |
| "Broken Record"      | 2011 | Katy B                          | Broken Record                                  |
| "Right Beside You"   | 2011 | Jakwob featuring Smiler         | Right Beside You                               |
| "Intoxicated"        | 2015 | Martin Solveig & GTA            | "Intoxicated (Remixes)"                        |

## Közös, és egyéb zeneszámok
| Title                                          | Year | Album                                                           |
| ---------------------------------------------- | ---- | --------------------------------------------------------------- |
| "Mutated (Version X)"                          | 2002 | Mutated for 200X(with Trace)                                    |
| "Sandstorm (Sunrise)"                          | 2002 | Mutated for 200X(with Trace)                                    |
| "U-Boat"                                       | 2002 | Mutated for 200X(with Trace)                                    |
| "Chain of Thought"                             | 2002 | Mutated for 200X(with Trace)                                    |
| "Sausage Dog"                                  | 2003 | 3rd Planet (EP)                                                 |
| "Switch"                                       | 2003 | 21st Century Drum and Bass 3                                    |
| "Warehouse Lick" (with Trace)                  | 2003 | Spy Technologies 2: Battlefield                                 |
| "Kingston Vampires" (with Pendulum)            | 2004 | Jungle Sound: The Bassline Strikes Back!                        |
| "Living Daylights"                             | 2004 | Jungle Sound: The Bassline Strikes Back!                        |
| "Floodlight"                                   | 2005 | Bass Invaderz                                                   |
| "Play Me" (Swift and Blame Remix) (with Swift) | 2005 | Bass Invaderz                                                   |
| "Living Daylights II"                          | 2007 | The Immortal                                                    |
| "Ease Down"                                    | 2007 | Inside the Machine / Lost and Found(Bad Company UK compilation) |
| "Trick of the Light"                           | 2007 | Inside the Machine / Lost and Found(Bad Company UK compilation) |
| "All That Jazz" (VIP Mix)                      | 2008 | Bryan G and MC Skibadee Live @ Movement Bar, Rumba              |
| "X-Project" (VIP Mix)                          | 2009 | Heist's Mystery FM                                              |
| "Spaceface"                                    | 2009 | Unreleased / Incomplete                                         |
| "Lazer Squad"                                  | 2009 | Unreleased / Incomplete                                         |
| "Up" (with Diplo)                              | 2013 | Unreleased / Incomplete                                         |
| "Skyhighatrist" (Instrumental Edit)            | 2013 | Andy C: Nightlife 6                                             |

## Idegen produkciók
| Title                        | Year | Artist                 | Album                                        |
| ---------------------------- | ---- | ---------------------- | -------------------------------------------- |
| "Throw It Down" (with Benga) | 2014 | Dominique Young Unique | Non-album single                             |
| "New York City"              | 2019 | Kylie Minogue          | Step Back in Time: The Definitive Collection |

## Zenei videók
| Title               | Year | Albums                       | Director           |
| ------------------- | ---- | ---------------------------- | ------------------ |
| "Nervous"           | 2006 | Escape from Planet Monday    | Barney Howells     |
| "Hypercaine"        | 2009 | Kryptonite                   | Jeffrey Madoff     |
| "Gold Dust"         | 2010 | Kryptonite                   | Ben Newman         |
| "Lassitude"         | 2010 | Kryptonite                   | Rollo Jackson      |
| "Louder"            | 2011 | Nextlevelism                 | Ben Newman         |
| "Hot Right Now"     | 2012 | Nextlevelism                 | Rohan Blair-Mangat |
| "The Power"         | 2012 | Nextlevelism                 | Rohan Blair-Mangat |
| "The Feeling"       | 2012 | Nextlevelism                 | Ivan Oglivie       |
| "Earthquake"        | 2013 | Untitled fourth studio album | Jonas & François   |
| "Dibby Dibby Sound" | 2013 | Untitled fourth studio album | The Sacred Egg     |
| "Make U Bounce"     | 2014 | Untitled fourth studio album | Mickey Finnegan    |
| "Gravity"           | 2014 | Untitled fourth studio album | Jeffrey Madoff     |